# Cricetulus sokolovi
Cricetulus sokolovi este o specie de rozătoare din familia Cricetidae. Este găsită în China și Mongolia. Uniunea Internațională pentru Conservarea Naturii a clasificat-o ca fiind o specie neamenințată cu dispariția.

## Taxonomie
Cricetulus sokolovi a fost anterior atribuită lui Cricetulus barabensis obscurus, dar în anul 1988 a fost ridicată la statutul de specie datorită diferențelor în cromozomii și blana lor. Este numită după zoologul rus Vladimir E. Sokolov.

## Descriere
Blana sa este cenușie cu o tentă galbenă-maro cu o dungă închisă la culoare care merge de la partea din spate a gâtului unui exemplar până la baza cozii sale și. Această dungă este văzută mai ușor la specimenele mai tinere și se estompează odată cu vârsta. Labele picioarelor sale sunt albe și degetele de la picioare se îndoaie în sus. Are urechile de aceeași culoare ca și blana sa, cu o pată gri închisă înăuntrul mijlocului. Are o lungime a capului și a corpului 77–114 mm, a cozii de 18–32 mm, iar a urechii de 13–19 mm. Cea mai mare lungime a craniului este de 23–26 mm.

## Răspândire și habitat
Cricetulus sokolovi este găsită în China și Mongolia. Habitatul său este compus din zone semideșertice.

## Biologie
Cricetulus sokolovi preferă să locuiască în vizuini construite sub arbuști deșertici din zone nisipoase. Reproducerea începe la mijlocul lunii mai, în timpul căreia o femelă poate naște  2-3 rânduri de pui, fiecare constând în 4-9 pui.

## Stare de conservare
Cricetulus sokolovi are o răspândire largă și se crede că populația sa este mare. Totuși, nu se știe dacă populația speciei este în creștere sau în scădere, dar este improbabil să scadă într-un ritm suficient de rapid pentru a justifica includerea speciei într-o categorie amenințată. Cu toate că nu se știe dacă în China arealul său cuprinde cel puțin o arie protejată, în jur de 6 % din arealul său din Mongolia se află în arii protejate. În China nu au fost identificate amenințări pentru această specie, dar în Mongolia este amenințată de secete și de uscarea surselor de apă. Uniunea Internațională pentru Conservarea Naturii a clasificat-o ca fiind o specie neamenințată cu dispariția.